# بري (فرنسا)
بِرِّي أو بيري هي منطقة تقع في وسط فرنسا. كانت سابقاً مقاطعة فرنسية حتى حلت المحافظات مكان المقاطعات في 4 مارس 1790،عندما تم تقسيم بري إلى محافظة شير (بري العليا) ومحافظة إندر (بري السفلى).
منطقة بري الآن تتكون من محافظتي شير وإندر أجزاء من محافظة كروس. تمثل مدينة بورج العاصمة لمحافظة بري.تشتهر بري بكونها مسقط رأس الكثير من الملوك وأعضاء آخرين من الأسرة الملكية في فرنسا، وكانت كذلك مسقط رأس الفارس الشهير بالدوين تشوديرون، الذي قاتل في الحملة الصليبية الأولى.في العصور الوسطى،أصبحت منطقة بري إحدى الممتلكات الريسية لدوق بري. وكذلك هي معروفة أيضًا بمخطوطة مزخرفة أُنتجت في القرنين الرابع عشر والخامس عشر تسمى ليس تري ريتشس هيرس دو دوك دي بري في وقت لاحق، أمضت الكاتبة جورج ساند معظم حياتها في منزلها في بري في نوهانت ومناظر بري وملامحها الثقافية تظهر بوضوح في كتابات ساند.

## أصل التسمية
نشأ اسم بري -  مثل اسم عاصمتها بورج - من قبيلة بيتوريج ذات الأصول الغاليه، الذين استقروا في المنطقة قبل أن تغزو الجيوش الرومانية ليوليوس قيصر بلاد الغال. لاحقاً أطلق اسم القبيلة على المنطقة، وغالبًا ما يتم ذكره في المصادر اللاتينية في العصور الوسطى على النحو التالي: بيتوريا.

## برين
برين، الواقعة غرب بلدية شاتورو وشرق تورنون سانت مارتن في محافظة إندر، هي منطقة قديمة تمتد على مقاطعات بري و تورين السابقتين، وهي الآن منطقة طبيعية محمية ( بارك ناتيورال ريجينال دي لا برين )
وتسمى أيضًا بايز ديس ميل ايتنجس ، بسبب العديد من البرك التي تم إنشاؤها منذ القرن الثامن الميلادي من قبل رهبان الأديرة المحلية لتربية الأسماك .